# 馬場雅夫
馬場 雅夫（ばば まさお、1933年12月14日 - 1993年11月24日）は、日本のアナウンサー、演芸・競輪評論家。

## 経歴
神奈川県横浜市出身。神奈川県立横浜緑ケ丘高等学校、明治大学文学部英米文学科卒業後、新日本放送（現在の毎日放送）に入局。1959年、日本教育テレビ（略称:NET。現在のテレビ朝日）開局のため、出向という形で転籍したが、以後もNETに在籍することになる。テレビ朝日（NET）在籍時代には、前任司会者の山田吾一の後を受け、1973年11月から1974年3月1日までアフタヌーンショーの司会者、時代劇・破れ傘刀舟悪人狩りのナレーションなどを務めたが、顕著な活動が見られたのは、落語の評論である。
学生時代、TBSラジオで放送されていたしろうと寄席に出演した経験を持つ他、演芸番組である、末廣演芸会（日曜演芸会の後身名）の解説を務めた縁もあり、いずれも明治書院から発刊された、「落語の味わい方」（1973年）、「落語大学」（1974年）など、落語評論に関する著書がある。
一方、テレビ朝日のアナウンス部長時代に『愛人がいます』と公言してしまい、そのことが原因で定年を残し、退局せざるを得なくなった。
1979年に退局後、太田プロダクションに移籍。テレビ朝日時代から活動を行なっていた落語の評論活動を行なう傍ら、趣味の競輪でも、司会や評論活動を行なうようになった。また、局アナ時代の経験を生かし、話法講座の講師や、それに関連する著書も出している。
1993年、胃がんのため死去。59歳没。喪主は母親が務めた。

## 著書
- 『落語の味わい方』明治書院 味わい方叢書 1973
- 『落語大学 のむ・うつ・かうの3道楽』明治書院 1974
- 『落語ものしり119の雑学 テレビ・寄席が三倍楽しくなる』ロングセラーズ ムックの本 1975
- 『コトバ遊びの話術 ユーモアセンスがつく本』文潮出版 アップブックス 1976
- 『落語大学院 庶民の芸・落語の真実』明治書院 1976
- 『つらいもんだねご同輩 自虐的サラリーマン人生訓』主婦の友社 1981
- 『私の好きな落語家たち』弘文出版 1981
- 『実戦話術』三一新書 1982
- 『馬場雅夫の笑って勝負! わたくし流会社遊泳術』日本法令 1985